# Fântânele (okręg Jassy)
Fântânele – wieś w Rumunii, w okręgu Jassy, w gminie Andrieșeni. W 2011 roku liczyła 377 mieszkańców.